# Geographie des Vereinigten Königreichs

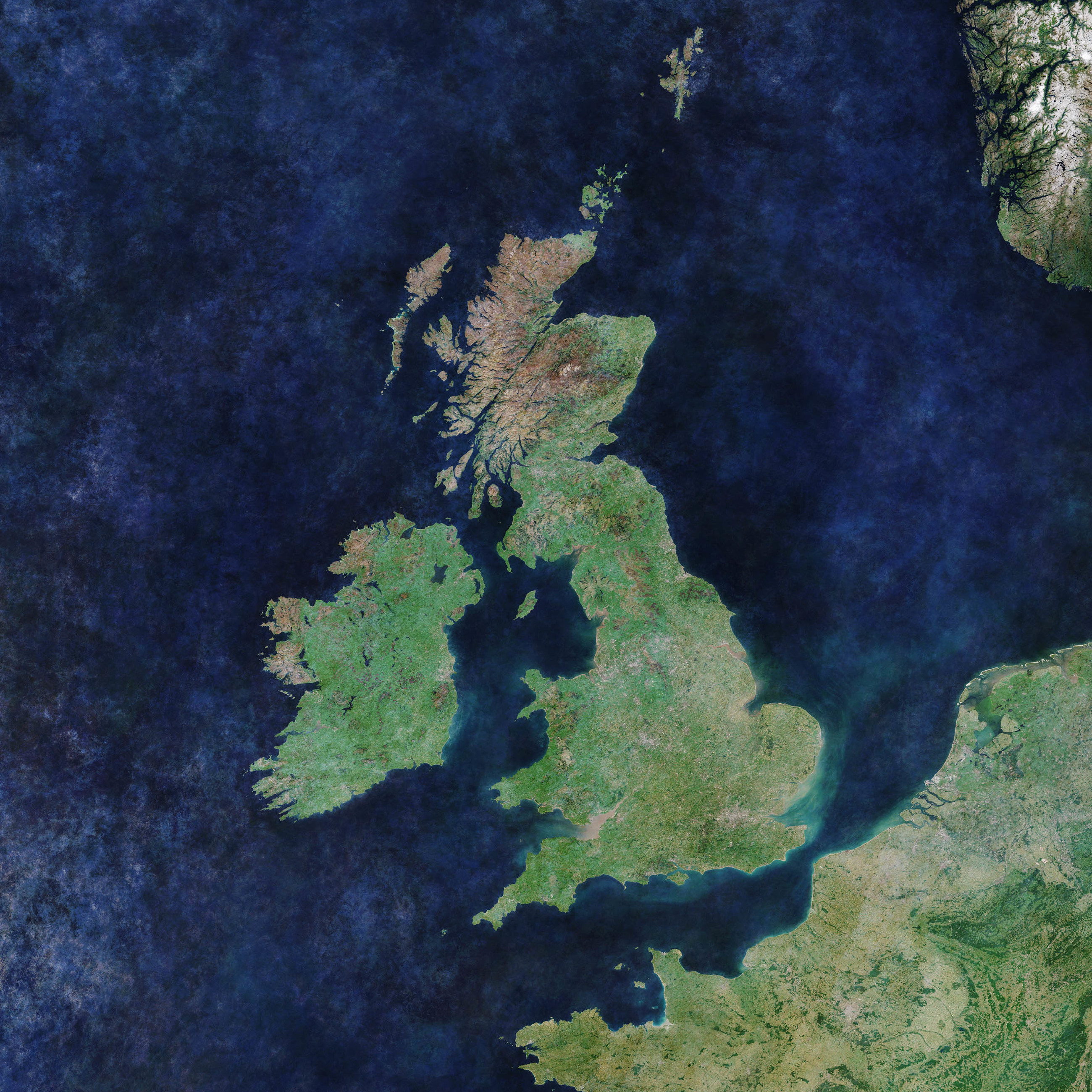
Satellitenfoto der Britischen Inseln

Das Vereinigte Königreich besteht aus der Insel Großbritannien mit England, Schottland und Wales und dem nordöstlichen Sechstel der Insel Irland, das als Nordirland bezeichnet wird. Die Fläche des Landes beträgt 244.820 km².
Um die Hauptinsel des Vereinigten Königreichs liegen mehrere kleinere Inseln und Inselgruppen. Die wichtigsten sind Shetland und Orkney in der Nordsee nördlich von Schottland, die Hebriden im Atlantischen Ozean westlich von Schottland, Anglesey in der Irischen See nördlich von Wales, die Scilly-Inseln in der Keltischen See südwestlich von England sowie die Isle of Wight vor der englischen Südküste. Die Kanalinseln im Ärmelkanal und die Isle of Man in der Irischen See sind politisch kein Teil des Vereinigten Königreichs. Die einzige Landgrenze besteht auf der Insel Irland zur Republik Irland, diese ist rund 360 km lang. Der Eurotunnel verbindet Großbritannien mit Frankreich.
Die Hauptinsel liegt zwischen dem 49. und 59. nördlichen Breitengrad (die Shetland-Inseln reichen fast bis zum 61. Breitengrad) sowie zwischen dem 8. westlichen und 2. östlichen Längengrad. Das Royal Greenwich Observatory bei London ist der Definitionspunkt für den Nullmeridian.

## Physische Geographie
Die physische Geographie des Vereinigten Königreichs variiert stark. Sie umfasst die Kreidefelsen von Kent und Dorset, die Hügellandschaften Südostengland, die Granitklippen von Cornwall, die Berge von Wales, die Mittelgebirge des Peak District und der Pennines, die Seen und Berge im Lake District, die Lowlands, Highlands und Inseln Schottlands sowie die Seen und Hügel Nordirlands. Die Hauptinsel kann entlang der Tees-Exe Line zwischen den Flüssen Tees in Yorkshire und Exe in Devon geologisch in zwei unterschiedliche Regionen unterteilt werden. Der Norden und Westen ist geprägt von Mittelgebirgen aus metamorphen und magmatischen Gesteinen, der Süden und Osten von Tiefebenen und Hügelzügen aus Sedimentgesteinen.
Die Geomorphologie des Vereinigten Königreichs wurde geformt durch die kombinierten Kräfte der Tektonik und der Klimaveränderung, hauptsächlich der Vergletscherung während der Eiszeiten. Die Lage des exakten Mittelpunktes der Insel Großbritannien ist 2002 von der Ordnance Survey berechnet worden. Zwar nimmt der Ort Haltwhistle in Northumberland noch immer für sich in Anspruch im genauen Mittelpunkt der Insel zu liegen, aber je nach Berechnung liegt dieser am Wolfhole Crag bei Dunsop Bridge oder bei Whalley in Lancashire.

## Geologie

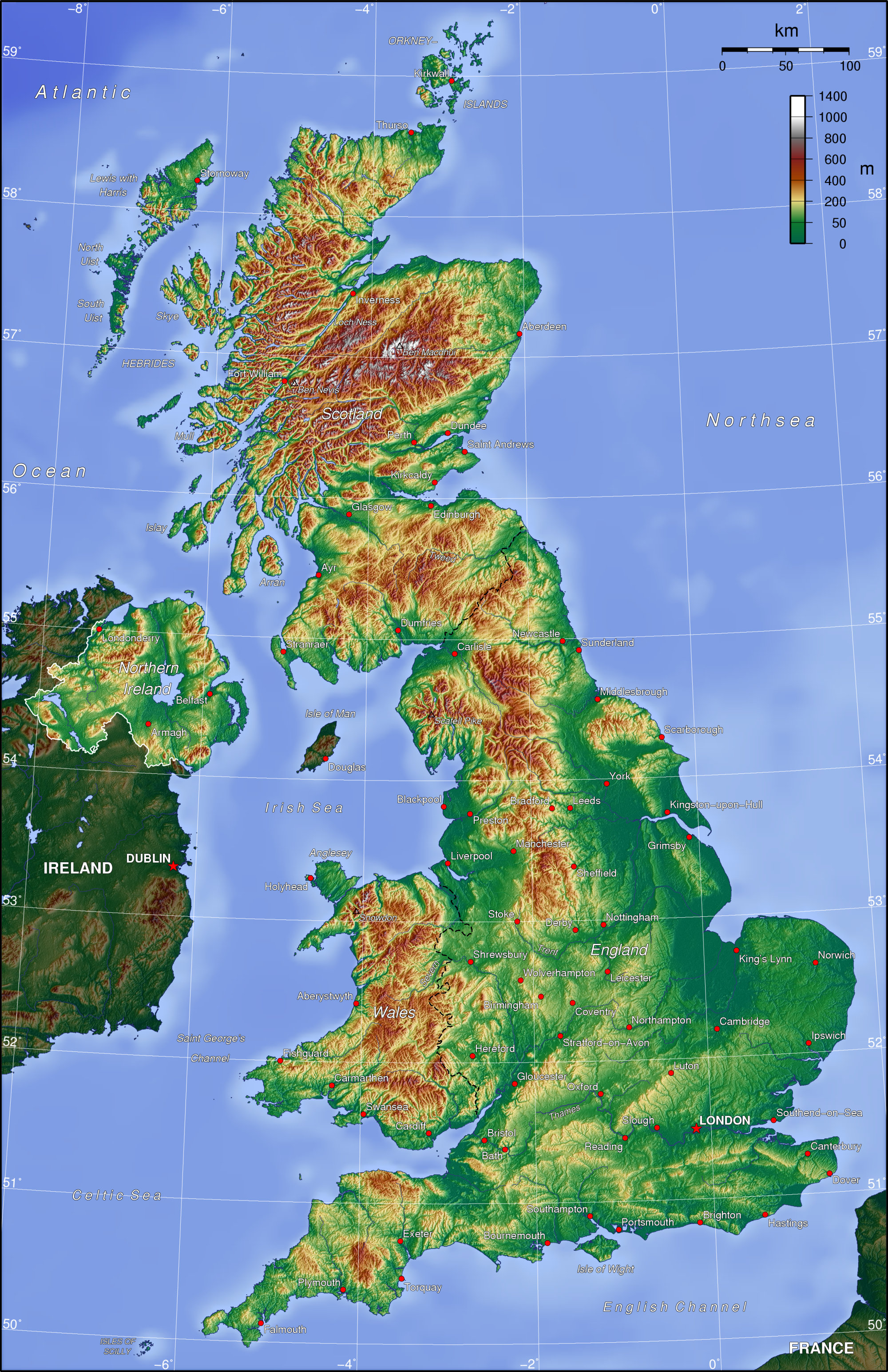
Topografische Karte

Die Geologie des Vereinigten Königreichs ist sehr komplex und besteht aus vielen unterschiedlichen Gesteinszonen mit entsprechend verschiedenartigen Landschaftsformen. Diese Vielfalt und die führende Stellung britischer Geologen beeinflussten die Benennung vieler geologischer Konzepte. Dazu gehören mehrere Bezeichnungen geologischer Epochen wie das nach dem Stamm der Ordovizier benannte Ordovizium, das nach der gleichnamigen Grafschaft im Südwesten Englands benannte Devon-Zeitalter und das nach dem Stamm der Silurer benannte Silur-Zeitalter.
Die ältesten Gesteine im Vereinigten Königreich sind Gneise, die bis ins Archaikum vor 2,7 Milliarden Jahren zurückreichen. Diese können im äußersten Nordwesten Schottlands und auf den Hebriden gefunden werden. Südlich der Gneisformation befindet sich eine komplexe Zusammensetzung von Gesteinen, und zwar im Nordwesten der Highlands und in den Grampian Mountains in Schottland sowie in den Bergen von Connemara, Donegal und Mayo im Norden Irlands. Dabei handelt es sich um gefaltete Sedimente, die sich vor rund 1 Milliarde Jahren über den Gneis abgelagert haben. Darauf lagerten sich vor 800 mya eine sieben Kilometer dicke Schicht von Sandstein ab, gefolgt von Geschiebe, das vor 670 mya während der Günz-Kaltzeit von Gletschern hierher transportiert wurde.
Überreste alter vulkanischer Inseln bilden die Grundlage für den größten Teil von Zentralengland, an einigen Stellen tritt das Gestein an die Oberfläche. Vor rund 600 mya wurde die englische und walisische Landschaft zu einem Gebirge aufgeschichtet, zusammen mit dem übrigen Nordwesten Europas.
Die walisischen Skiddaw-Schieferablagerungen entstanden vor etwa 500 mya während des Ordoviziums. Vor 425 mya waren der Norden von Wales und der Süden des County Mayo in Irland vulkanisch aktiv. Die Überreste dieser Vulkane sind heute noch sichtbar. Große Mengen an vulkanischer Lava und Asche (bekannt unter dem Namen Borrowdale Volcanics) bedeckten sowohl Wales als auch den Lake District, erkennbar an der Form einzelner Berge wie Helvellyn und Scafell Pike.
Im Silur-Zeitalter vor 425 bis 400 mya entstanden die Kaledonischen Berge (siehe Kaledonische Orogenese), die den größten Teil des heutigen Vereinigten Königreichs bedeckten und bis zu 2500 Meter hoch waren. Ablagerungen von Asche und Lava aus dieser Periode können in den Mendip Hills und in Pembrokeshire gefunden werden. Der Ben Nevis, der höchste Berg der britischen Inseln, entstand durch vulkanische Ablagerungen im Devon-Zeitalter. Der Meeresspiegel variierte stark, was zur Ablagerung zahlreicher Sedimentgesteine führte. Der Old Red Sandstone aus der Grafschaft Devon gab dieser geologischen Epoche ihren Namen
Während des Karbons, vor rund 360 mya, lag das Vereinigte Königreich am Äquator, überdeckt vom seichten Rheischen Ozean. Damals wurde Kalkstein abgelagert, der heute vor allem in den Mendip Hills und in den Pennines zu finden ist. In dieses Zeitalter fällt auch die Entstehung der Kohleschichten in Sümpfen und Regenwäldern. Kohle ist in vielen Gegenden des Vereinigten Königreichs zu finden, von Sutherland im Norden bis Kent im Süden. Die größten Vorkommen gab es aber in den Midlands, im Norden Englands und in Wales.
Während der Zeitalter des Perm und des Trias lag der größte Teil des Vereinigten Königreichs erneut unter dem Meeresspiegel. Dies führte zur Ablagerung von Schiefer, Sandstein, Kies und Mergel. Die Meere zogen sich zurück und hinterließen eine flache Wüste mit Salztonebenen. Zu Beginn des Juras lag das Land erneut unter Wasser. Abgelagert wurden Sedimentgesteine, die heute die Unterlage des größten Teils von England bilden, darunter Tonminerale und Oolith. Die Überdeckung von Algen und Bakterien unter den Schlamm des Meeresbodens führte zur Bildung der Erdöl- und Erdgasvorkommen in der Nordsee.
Das Vereinigte Königreich lag während der Kreidezeit erneut unter dem Meeresspiegel, Kreide und Feuerstein lagerten sich ab. Am sichtbarsten treten diese Gesteine in der südenglischen Kreideformation zutage, bestehend aus Salisbury Plain, Chiltern Hills, South Downs, North Downs und weiteren Hügelzügen.
Die letzten vulkanischen Gesteine bildeten sich im frühen Tertiär vor 63 bis 52 mya. Mächtige Eruptionen formten das Antrim-Plateau und die Basaltsäulen des Giant’s Causeway. Weitere Ablagerungen erfolgen in Südengland, der Ärmelkanal war ein Watt. Die geologischen Veränderungen hielten auch während des Quartärs; vordringende Gletscher während der Eiszeiten schufen in den Gebirgen die typischen Trogtäler und hinterließen in Südengland fruchtbares (aber auch steiniges) Erdreich.

## Berge und Gewässer

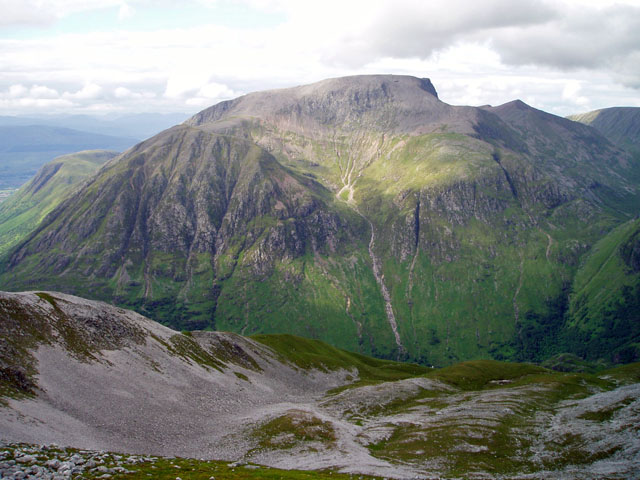
Ben Nevis

Die zehn höchsten Berge des Vereinigten Königreichs liegen alle in Schottland. Höchster Berg (auch der britischen Inseln) ist der Ben Nevis (1345 m ASL). Die höchste Erhebung in Wales ist der Snowdon (1085 m), in England der Scafell Pike (978 m) und in Nordirland der Slieve Donard (849 m). Teile der Fens in East Anglia liegen bis zu 4,6 Meter unter dem Meeresspiegel.
Längster Fluss des Vereinigten Königreichs ist der Severn, der im Zentralwales entspringt und nach 354 km in der englischen Grafschaft Gloucestershire in den Bristolkanal mündet. Die längsten Flüsse der einzelnen Teilstaaten sind die Themse in England (346 km), der Tay in Schottland (193 km), der Bann in Nordirland (129 km) und der Tywi in Wales (103 km).
Größter See der gesamten britischen Inseln ist der Lough Neagh in Nordirland mit einer Fläche von 381,74 km². In Schottland ist dies der Loch Lomond (71,12 km²), in England der Windermere (14,74 km²) und in Wales der Lake Vyrnwy (8,24 km²). Am tiefsten ist Loch Morar mit 310 Metern, gefolgt vom Loch Ness mit 226 Metern. Stauseen werden hauptsächlich zum Speichern von Trinkwasser verwendet, Wasserkraftwerke tragen nur gerade 2 % zur Stromproduktion bei.
Als Ergebnis seiner Industriegeschichte besitzt das Vereinigte Königreich ein ausgedehntes Netz von Kanälen. Diese entstanden zum größten Teil in der Frühzeit der industriellen Revolution, bevor sie durch die billigeren Eisenbahnen verdrängt wurden.
Siehe auch:
- Liste von Bergen und Erhebungen im Vereinigten Königreich
- Liste der Flüsse im Vereinigten Königreich
- Liste der Seen im Vereinigten Königreich
- Kanäle in Großbritannien

## Küste

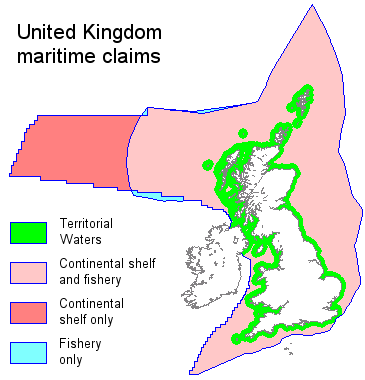
Gebietsansprüche im Meer
Grün: Hoheitsgewässer
Hellrosa: Kontinentalschelf und Fischerei
Dunkelrosa: Nur Kontinentalschelf
Blau: Nur Fischerei

Die Länge der britischen Küste misst ungefähr 12.500 km, fast doppelt so viel wie z. B. die Küste Italiens, aber etwa 1100 km weniger als die Küste Griechenlands.
Die Küstenlinie ist deshalb so lang, weil die Britischen Inseln aus Hunderten von verschiedenen Inseln bestehen und die Hauptinsel Großbritannien von zahlreichen Buchten eingeschnitten wird. Dazu gehören Cardigan Bay, Lyme Bay, Bristolkanal, die Mündung der Themse, Morecambe Bay, The Wash, die Mündung des Humber, Solway Firth, Firth of Clyde, Firth of Forth, Firth of Tay und Moray Firth. Kein Punkt Großbritanniens ist weiter als 125 km vom Meer entfernt.
Das Vereinigte Königreich beansprucht Rechtsprechung über den Kontinentalschelf, eine exklusive Fischereizone von 200 Seemeilen (370,4 km) und Hoheitsgewässer von 12 Seemeilen (22,2 km).
Einige Abschnitte der britischen Küste sind von starker Erosion betroffen, insbesondere in Holderness, Norfolk und Suffolk. Zahlreiche Siedlungen wie Dunwich versanken im Meer. An anderen Stellen konnte das Land dem Meer abgerungen werden, so z. B. in den Fens, in den Somerset Levels und im Romney Marsh.

## Inseln
Insgesamt besteht das Vereinigte Königreich aus mehr als 1000 kleinen Inseln. Darunter sind einige künstlich geschaffene Crannógs. Nachstehend sind die wichtigsten dieser Inselgruppen und Inseln aufgeführt:
- England: Canvey Island, Furness-Inseln, Isle of Portland, Isle of Sheppey, Isle of Wight, Lindisfarne, Lundy, Scilly-Inseln
- Schottland: Äußere Hebriden, Innere Hebriden, Orkney, Shetland, St.-Kilda-Inseln, Summer Isles
- Wales: Anglesey, Skomer, Skokholm
- Nordirland: Rathlin